# Busia (hạt)
Hạt Busia là một hạt thuộc tỉnh Tây ở Kenya. Theo điều tra dân số ngày 24 tháng 8 năm 1999, hạt này có dân số 370608 người. Hạt Busia có diện tích 1124 km². Hạt lỵ đóng tại Busia.